# Ятимов, Рустам Боборахимович
Рустам Боборахимович Ятимов (тадж. Рустам Бобораҳимович Ятимов; род. 13 июля 1998 года, Нижний Новгород) — российский и таджикский футболист, вратарь клуба «Ростов» и национальной сборной Таджикистана.

## Биография
Родился в Нижнем Новгороде. Мать русская, отец родом из Таджикистана. Семья не футбольная, но дядя и дед Ятимова болели за московский «Спартак».

### Клубная карьера
Начал заниматься футболом в «Волга-СДЮСШОР-8». В 2016 году подписал контракт «Волгой», которая выступала в ФНЛ был включен в заявку в конце сезона 2015/2016. Однако команда обанкротилась, потому Ятимов начал искать варианты для продолжения карьеры. Ездил на просмотр в кировское «Динамо», однако голкипера не устроили условия, и он покинул расположение клуба. Одноклубник Ятимова по «Волге» Искандар Джалилов позвонил вратарю и сказал, что его ждут на просмотр в душанбинском «Истиклоле», также Рустаму пообещали помочь с получением гражданства Таджикистана для последующего выступления за сборную страны. Ятимов приехал в Душанбе, где приглянулся тренеру «Истиклола» Мухсину Мухамадиеву, и с футболистом заключили пятилетний контракт, однако возникли проблемы с документами, потому вратарь на поле так и не вышел, а летом 2017 года контракт был расторгнут по обоюдному согласию. Ятимов вернулся в Россию, но вариантов не нашел и несколько месяцев поддерживал форму самостоятельно. В начале 2018 года Ятимов вновь приехал в «Истиклол», где его сначала заявили как легионера, а затем, со следующего сезона, после получения футболистом гражданства, оформили как местного игрока.
В июне 2024 года перешел в «Ростов». 20 июля 2024 года дебютировал в РПЛ в домашнем матче против московского ЦСКА (0:0).

### Карьера в сборной
В 2018 году Рустам Ятимов получил паспорт Таджикистана и получил право выступать за сборную. Провел три матча за олимпийскую сборную страны. Дебютировал за национальную команду 7 июня 2019 года в товарищеском матче против сборной Афганистана (1:1). Попал в заявку сборной Таджикистана на Кубок Азии 2023.

## Достижения

### «Истиклол»
- Чемпион Таджикистана (6): 2018[11], 2019[12], 2020[13], 2021[14], 2022[15], 2023[16]
- Кубок Таджикистана (4): 2018[17], 2019[18], 2022[19], 2023[20]
- Суперкубок Таджикистана (4): 2019[21], 2020[22], 2021[23], 2022[24]

### Сборная Таджикистана
- Кубок короля Таиланда: 2022[25]

### Личные
- Вратарь года в Таджикистане 2022[26]
- Лучший футболист Таджикистана 2023[27]

## Статистика

### Клуб
| Клуб     | Сезон | Лига                     | Лига | Лига | Кубок | Кубок | АФК  | АФК  | Другое | Другое | Всего | Всего |
| Клуб     | Сезон | Турнир                   | Игры | Мячи | Игры  | Мячи  | Игры | Мячи | Игры   | Мячи   | Игры  | Мячи  |
| -------- | ----- | ------------------------ | ---- | ---- | ----- | ----- | ---- | ---- | ------ | ------ | ----- | ----- |
| Истиклол | 2017  | Высшая лига Таджикистана | 0    | 0    | 0     | 0     | 0    | 0    | 0      | 0      | 0     | 0     |
| Истиклол | 2018  | Высшая лига Таджикистана | 1    | 0    | 2     | 0     | 0    | 0    | 0      | 0      | 3     | 0     |
| Истиклол | 2019  | Высшая лига Таджикистана | 15   | 0    | 6     | 0     | 0    | 0    | 0      | 0      | 21    | 0     |
| Истиклол | 2020  | Высшая лига Таджикистана | 17   | 0    | 1     | 0     | 3    | 0    | 1      | 0      | 22    | 0     |
| Истиклол | 2021  | Высшая лига Таджикистана | 7    | 0    | 0     | 0     | 6    | 0    | 1      | 0      | 14    | 0     |
| Истиклол | 2022  | Высшая лига Таджикистана | 18   | 0    | 5     | 0     | 5    | 0    | 1      | 0      | 29    | 0     |
| Истиклол | 2023  | Высшая лига Таджикистана | 18   | 0    | 5     | 0     | 6    | 0    | 1      | 0      | 30    | 0     |
| Истиклол | Всего | Всего                    | 77   | 0    | 18    | 0     | 20   | 0    | 4      | 0      | 119   | 0     |

### Сборная
| Таджикистан | Таджикистан | Таджикистан |
| Год         | Игры        | Голы        |
| ----------- | ----------- | ----------- |
| 2019        | 12          | 0           |
| 2020        | 0           | 0           |
| 2021        | 7           | 0           |
| 2022        | 9           | 0           |
| 2023        | 7           | 0           |
| Всего       | 35          | 0           |